# Charliers de Buisseret
Charliers de Buisseret is een Belgische adellijke familie.

## Geschiedenis

Wapenschild van famille Charliers

Louis Charliers de Buisseret stamt uit de familie Charliers, die behoorde tot de Brusselse geslachten, een klasse van de patriciërsfamilies die was voorbestemd om de stad Brussel te leiden. Met Antoine-François Charliers was ze in 1689 toegelaten tot het geslacht Coudenberg. De voorouders van Louis Charliers de Buisseret waren:
- Simon Charliers, burgemeester van Overyse, x Maria van de Nesse. 
  - Antoine-François Charliers (1660-1728), heer van Borchgravenbroeck en d'Odomont, licentiaat in de rechten, advocaat, adviseur van de Raad van Brabant en fiscaal advocaat, x Theresia Barbara Josepha Gilis-Hujoel, vrouwe van Buisseret.
    - Willem Jozef Charliers, heer van Borchgravenbroeck (1713-1774). De familie was sinds minstens 1741 in het bezit van de heerlijkheid Buisseret in Seneffe.[1]
      - Simon-Benoît Charliers, heer van Buisseret, Burchgravenbroeck en d'Odomont x Isabelle Pipenpoy. 
        - Willem-Hubrecht-Jozef Charliers, heer van Buisseret x Marie-Madeleine, afstammende van de burggraven de Moerman d'Harlebeke. 
          - Louis Charliers de Buisseret.

Een andere tak van de familie Charliers, de tak Charliers d'Odomont, was op 30 januari 1844 uitgestorven. Deze tak voerde als wapenschild enkel en in zwart een zilveren leeuw. Helmteken was de leeuw uitkomende, en de wapenspreuk van deze familietak luidde: Par la candeur et la vertu.

## Louis Charliers de Buisseret
Op 13 oktober 1827 was Louis Laurent Joseph Ghislain Charliers de Buisseret (Brussel, 8 oktober 1801 - Seneffe, 6 december 1871) onder het Verenigd Koninkrijk der Nederlanden bij koninklijk besluit verheven in de adelstand, maar liet na de open brieven te lichten, zodat de verheffing verviel. Charliers sloot zich aan bij de Belgische Revolutie en na 1830 werd hij de eerste Belgische burgemeester van Seneffe. Op 12 augustus 1839 ontving hij een militaire onderscheiding.
In 1857 verkreeg hij, onder het Belgisch koninkrijk, adelsverheffing  met de titel burggraaf, verwijzend naar het uitgestorven burggravengeslacht aan moeders' zijde, titel overdraagbaar bij eerstgeboorte. Ditmaal gaf hij goed gevolg. Hij voerde verder de wapenspreuk van de familie: Candore et virtute. Als wapenschild nam hij een samenvoeging van het wapen Charliers (van zavel met leeuw van zilver, genageld en getongd van keel) en het wapen Pipenpoy (van azuur met drie lelies met afgesneden voet van zilver), afkomstig van de Brusselse uitgedoofde familie van zijn grootmoeder. In 1859 verkreeg hij nog wapenvermeerdering.

### Familie
- Louis Charliers de Buisseret trouwde in 1832 in Buizingen met jkvr. Caroline de Maleingreau de Quenast (1809-1842), dochter van baron Felix de Maleingreau en van Marie-Thérèse de Bavay.
  - Hun dochter Blanche (1837-1887) trad in het Engels Klooster van augustinessen in Brugge en werd er overste.
  - Hun zoon Henri Charliers de Buisseret (Brussel, 1838 - Maisières, 1893) trouwde in 1860 met Marie Borluut (1840-1862) en had een zoon met haar. Hij hertrouwde in 1870 met de Française Yvonne Legendre de Montenol (1851-1924). Hij bouwde een nieuw kasteel in de nabije gemeente Maisières. Het echtpaar kreeg een zoon en een dochter, maar zonder verdere afstammelingen.
    - De zoon uit het eerste huwelijk, Louis Charliers de Buisseret (Gent, 1861 - Seneffe, 1925), werd een bekende paardrijder en -fokker. Hij huurde een gedeelte van de "Grote Heide" in Zonhoven, als oefenpiste voor renpaarden. Hij bleef vrijgezel en stierf plots.
    - Charles Charliers de Buisseret (Maisières, 1871 - Biarritz, 1954), uit het tweede huwelijk, trouwde met Yvonne Toye (1869-1963). Bij zijn overlijden stierf de familie uit.
    - Louise Charliers de Buisseret (Maisières, 1874 - Houtain-le-Val, 1946) trouwde in 1900 met baron Théodore de Crawhez (1862-1918). Ze hadden een  dochter en een zoon, Théodore de Crawhez (1904-1983), die zoals zijn oom Louis Charliers groot paardenliefhebber was. Hij was voorzitter van de Jockey Club, van de Conseil supérieur hippique en lid van de Koninklijke Vereniging van het Belgisch Trekpaard en van talrijke andere verenigingen. Hij ook bleef vrijgezel.

## Voetnoten
1. 1 2  Société royale belge de géographie, Bulletin de la Société royale belge de géographie, Volume 12, Alfred Harou, Histoire de Seneffe, Brussel, 1888. Gearchiveerd op 28 april 2024.
2. ↑  Heraldieke bibliotheek: tijdschrift voor wapen-, geslacht ..., Volumes 1-2, 1872. p. 173. Gearchiveerd op 28 april 2024.
3. ↑  Bulletin Usuel des Lois et Arrêtés,1885, p. 279. Gearchiveerd op 28 april 2024.